# Lista de episódios de Battlestar Galactica (2003)
Battlestar Galactica é uma refilmagem realizada em Vancouver, Colúmbia Britânica, Canadá, inspirada no texto de série televisiva Battlestar Galactica, de 1978.

## Primeira Temporada
Episódio 1: 33
A frota é obrigada a fazer um salto Fasther Than Light a cada trinta e três minutos, pois os cylons sempre descobrem sua posição. A população civil começa a duvidar da liderança de Adama e Roslin. Quando uma das naves civis é tomada pelos cylons e usada como arma, através de ogivas nucleares que foram introduzidas no veículo, Lee Adama se vê obrigado a destruí-la sem saber se os tripulantes humanos ainda estão vivos. A situação lembra o avião supostamente abatido por pilotos de caça no atentado de 11 de setembro.
Episódio 2: Water
Sharon, inconscientemente, seguindo sua programação, destrói o depósito de água da Galactica. Esforços desesperados são feitos para achar reservas naturais em planetas. Em Caprica, Helo foge dos cylons com a ajuda da outra Sharon, sem saber que ela não é a Boomer de Galactica. Logo se percebe que a presença da cylon ginóide faz parte de um plano para envolver Helo.
Episódio 3: Bastille Day
A difícil extração de água em uma lua coberta de gelo leva Adama a enviar Lee para a nave de prisioneiros Astral Queen, com o propósito de recrutar voluntários. Mas Tom Zarek, um famoso ex-terrorista e líder dos prisioneiros, assume o comando, prende Lee e chantageia Adama e Roslin para que se façam eleições livres. Lee acaba concordando com a necessidade de um governo legítimo.
Episódio 4: Act of Contrition
Um acidente mata muitos pilotos e Kara é incumbida de treinar civis para substituí-los, o que lhe traz lembranças dolorosas e a faz tomar decisões contestadas pelos seus superiores. Ela se culpa pela morte de Zak, o irmão de Lee, que ela aprovou no teste de piloto sem que ele tivesse capacidade. Ao treinar os calouros, ela arrisca a vida para salvá-los de um ataque cylon repentino e cai em um planeta, juntamente com o raider que abateu.
Episódio 5: You Can't Go Home Again
Kara está na superfície do planeta e Adama, assim como Lee, não mede esforços para resgatá-la, mesmo contra a vontade da Presidente. Em uma estratégia brilhante e desesperada, Kara aprende a pilotar o raider, que é em parte biológico, e retorna salva à Galactica. Em Caprica, Sharon desaparece após um ataque de centuriões.
Episódio 6: Litmus 
Um tribunal se reúne para investigar a presença de agentes cylons na frota após um ataque suicida com uma bomba. É uma autêntica caça às bruxas, Adama e Laura se viram forçados a revelar que os cylons agora são humanóides e o medo se espalhou pela Galactica. Até mesmo Adama é suspeito de ter facilitado o ataque com o homem-bomba e é chamado para depor. 
Na realidade, Tyrol e Boomer estavam se encontrando na hora do atentado e foram acobertados pelos outros agentes de manutenção. Um deles assumiu ter deixado uma escotilha aberta e foi preso por negligência. Arrependido, Tyrol acaba seu relacionamento com Sharon. Em Caprica, a outra Sharon prossegue em seu plano de fazer Helo se apaixonar por ela.
Episódio 7: Six Degrees of Separation
Baltar é acusado de ser um cylon, mas depois é inocentado. Helo e Sharon continuam fugindo dos cylons em Caprica.
Episódio 8: Flesh and Bone 
Kara sofre uma crise de culpa quando lhe ordenam que torture um cylon, conhecido como Leoben, para saber onde ele escondeu uma bomba atômica na frota. O agente cylon foi descoberto em uma das naves da frota e joga com Kara durante o interrogatório. Ele lhe diz que possui uma alma e que ela conduzirá a frota para a Terra. Kara também joga, utilizando-se do medo que ele tem de não ser como os humanos e não encontrar Deus após a morte.
Laura intervém no jogo entre os dois e manda que joguem Leoben no airlock após induzi-lo a confessar que não existe uma bomba, mas antes de morrer ele lhe diz que Adama é um cylon. Percebe-se que isso desconcerta a Presidente, o que se explica por sonhos que ela teve com o próprio agente cylon antes que o encontrassem. Várias das premonições anunciadas durante o episódio terão repercussões no decorrer da série. Em Caprica, Sharon consegue seduzir Helo e faz sexo com ele; na Galactica, Boomer se submete a um exame e Baltar descobre que ela é uma cylon, mas guarda segredo.
Episódio 9: Tigh Me Up, Tigh Me Down 
A Galactica é atacada e Adama desaparece, causando rumores sobre ele mesmo ser um cylon, o que na verdade já havia sido insinuado a Laura pelo cylon infiltrado. Adama reaparece e traz consigo Ellen, a esposa do Coronel Tigh, que havia se escondido em uma das naves da frota após o ataque às colônias. A pedido da Presidente, ambos são testados por Baltar, cujo detector de cylons está finalizado.
Episódio 10: The Hand of God
A frota está ficando sem combustível quando um asteróide contendo Tylium é encontrado pelo Raptor de Boomer e Crash. Os Cylons montaram uma refinaria no local e Adama decide lançar um ataque. Kara ajuda a planejar o ataque, mas não pode participar da operação porque ainda não se recuperou do ferimento sofrido no joelho após ter sido abatida. Lee toma o lugar dela como líder da esquadrilha e com grande habilidade consegue explodir a refinaria, afastando os cylons.
Episódio 11: Colonial Day
Eleições presidenciais forçadas por Zarek na rebelião da Astral Queem são iminentes e ele aproveita para se lançar como líder político. Zarek é eleito representante de seu mundo e se candidata a Vice-Presidente, já que não existe alguém nesse cargo. Laura, em uma manobra política, indica Baltar como seu vice e ele ganha a eleição graças à sua popularidade.
Em Caprica, Sharon é desmascarada e Helo foge dela.
Episódio 12: Kobol's Last Gleaming: Part 1
A Galactica descobre Kobol. Laura insiste na sua visão mística e propõe que Starbuck vá à Caprica para trazer  a Flecha de Apollo, com a qual será possível descobrir a localização da Terra se aquela for inserida em um templo de Kobol. Kara descobre que o comandante não sabe onde fica a Terra e parte em busca do artefato mitológico. Enquanto isso, uma missão de reconhecimento é atacada por cylons no planeta Kobol.
Episódio 13: Kobol's Last Gleaming: Part 2
Adama prende Laura e seu filho Lee, que se colocou do lado dela. Em Caprica, Kara encontra a flecha e também Helo e Sharon, que confessa estar grávida. Em Kobol, a equipe sobrevive à queda do raptor e Baltar, induzido por Six, tem uma visão de si como protetor da "nova geração dos filhos de Deus". A programação de Boomer é ativada e ela dispara um tiro no peito de Adama.

## Segunda Temporada
Episódio 1: Scattered
Adama sofreu um atentado pelas mãos de Sharon e Tigh assume o comando. A aparição de uma frota cylon os obriga a saltar, mas as naves civis erram as coordenadas e se separam da Galactica.  Uma manobra improvisada consegue reunir as naves. Sharon foge de Helo após seu contato com Starbuck.
Episódio 2: Valley of Darkness
Uma tropa de centuriões invade a Galactica e Lee reúne uma força de defesa. Em Caprica, Starbuck, que haia sido enviada por Roslin para achar a Flecha de Apollo, encontra Helo.
Episódio 3: Fragged
A situação é crítica. Adama ainda está em cirurgia e os cylons constroem uma bateria antiaérea para abater a nave de resgate em Kobol. Tigh declara lei marcial na frota e Roslin, que sofre de câncer, sofre de alucinações por causa da Chamalla. 
Episódio 4: Resistance
O Chefe Tyrol é acusado de ser um cylon como Boomer, mas Baltar consegue provar sua inocência. Roslin, que estava presa depois de sofrer um golpe de Estado, foge com Lee para a Cloud Nine. 
Episódio 5: The Farm
Roslin avisa a frota sobre a descoberta de Kobol, conseguindo que um terço das naves a siga até o planeta natal dos humanos. Adama recupera o comando após se restabelecer, mas não consegue evitar a separação da frota.
Episódio 6: Home: Part 1
Starbuck, Helo e Sharon voltam de Caprica com a Flecha de Apollo e seguem para Kobol com o propósito de achar a Tumba de Athena. Adama prepara uma expedição a Kobol para reintegrar as facções em conflito.
Episódio 7: Home: Part 2
Adama consegue fazer as pazes entre os dois grupos e lidera a expedição ao túmulo de Athena. Lá eles se veem dentro de um holograma que revela a localização da Terra. Sharon consegue provar sua lealdade aos humanos.
Episódio 8: Final Cut
Uma repórter consegue permissão para mostrar o cotidiano da Galactica. É uma manobra de Adama para ganhar a simpatia da população civil. Contudo, a repórter é uma cylon e descobre que Sharon está grávida. 
Episódio 9: Flight of the Phoenix
Sharon consegue livrar a frota de um vírus cylon que foi introduzido para paralisá-la e iniciar um ataque. Adama reluta em confiar nela. Enquanto isso, Tyrol e Starbuck constroem um caça invisível ao radar, o Blackbird.
Episódio 10: Pegasus
A Galactica encontra outra battlestar sobrevivente, a Battlestar Pegasus, comandada pela Almirante Cain. Logo esta começa a impor seu poder e uma tensão se estabelece entre os comandantes.
Episódio 11: Resurrection Ship: Part 1
A luta pelo poder prossegue enquanto as duas naves de combate preparam um ataque a uma nave cylon que funciona como nave de ressureição. 
Episódio 12: Resurrection Ship: Part 2
As battlestars conseguem destruir a nave da ressurreição, mas a tensão prossegue e um comandante planeja o assassinato do outro. Baltar encontra Gina, uma cópia da Número Seis que estava presa na Pegasus. Ele a ajuda a fugir e Gina mata Cain. Com sua morte, Adama é promovido a Almirante por Roslin.
Episódio 13: Epiphanies
Roslin é salva por Baltar da morte por câncer com uma transfusão de sangue do feto humano-cylon de Sharon. Este rompe com a Presidente após ler a carta de sucessão que ela havia lhe deixado.
Episódio 14: Black Market
Apolo investiga a morte do novo comandante da Pegasus e descobre um mercado negro na frota. 
Episódio 15: Scar
Starbuck e Kat se unem para destruir um raider que ataca persistentemente a frota. Este cylon-nave é uma máquina viva como os outros cylons e já foi morto e ressuscitou muitas vezes, nutrindo ódio contra os humanos. 
Episódio 16: Sacrifice
Um grupo armado invade a Cloud Nine e exige que Adama entregue o corpo de Boomer, que foi morta pela Especialista Cally no começo da temporada, em represália ao atentado contra o comandante. Ocorre uma batalha e Billy, o assistente de Roslin, morre.
Episódio 17: The Captain's Hand
Apolo se torna o comandante da Pegasus após a morte do oficial designado por Adama, em uma missão.
Episódio 18: Downloaded
Boomer e Seis ressuscitam em Caprica e sentem dificuldade para se readaptarem à sociedade cylon. Elas decidem propor aos cylons uma reconciliação com os humanos. A bordo da Galactica, Sharon pensa que sua filha morreu após o parto. Na realidade, a morte dela foi simulada pelo Dr. Cottle, a mando de Roslin, que ocultou o bebê até o episódio O Olho de Júpiter. 
Episódio 19: Lay Down Your Burdens: Part 1
Uma expedição enviada a Caprica resgata os humanos que faziam resistência liderados por Anders. Ao retornarem à Galactica, um dos membros da expedição se revela um cylon e faz uma oferta de paz, influenciado por Boomer e Seis.
Episódio 20: Lay Down Your Burdens: Part 2
Continuação do anterior. Uma das naves enviadas a Caprica se perde e acha um planeta em que a tripulação pode se instalar a salvo dos cylons. Ele é chamado Nova Caprica e Baltar ordena sua ocupação após vencer a eleição presidencial. Mas os cylons aparecem após um ano e subjugam a população em terra, enquanto Adama e Lee se veem obrigados a bater em retirada.

## Terceira Temporada
Episódio 1: Occupation
Após quatro meses de ocupação, um movimento de resistência liderado por Tigh enfraquece os cylons com atentados a bomba. Baltar colabora com os invasores, mas está dividido. 
Episódio 2: Precipice
Um dos atentados a bomba mata muitos cylons. Eles ordenam que a força policial formada por humanos recrutados prenda parte da população, tida como rebelde, e a execute.
Episódio 3: Exodus: Part 1
Adama envia Sharon à Nova Caprica com o propósito de conseguir as chaves para os lançamentos das naves civis e com isso operacionalizar o resgate. Os rebeldes são salvos da execução por Tyrol e seu grupo.
Episódio 4: Exodus: Part 2
Sharon tem sucesso e Adama surge com a Galactica para efetuar o resgate. Lee, que havia se separado para continuar a busca pela Terra, muda de idéia e ajuda Adama, lançando a Pegasus contra três baseships e as destruindo. A maior parte da população está salva na Galactica.
Episódio 5: Collaborators
Um tribunal secreto presidido por Tigh condena os humanos que colaboraram com os cylons à execução. Mas eles cometem um erro ao quase executarem um inocente – Gaeta, que havia anonimamente fornecido informações sobre os movimentos dos cylons.
Episódio 6: Torn
Enquanto Tigh e Starbuck espalham seu descontentamento a bordo da Galactica por causa da aflição em Nova Caprica, um mortal vírus encontrado em um artefato da décima terceira tribo força os cylons a tomar medidas drásticas para proteger seu futuro. Ao mesmo tempo em que Adama manobra para manter a tripulação unida, Baltar, a bordo de uma baseship, percebe que deverá encarar sozinho a ira dos cylons.
Episódio 7: A Measure of Salvation
Apolo arma um plano que ameaça a existência da cultura cylon - ele pretende utilizar o vírus que está na nave cylon para destruir toda a civilização do inimigo. Enquanto isso, Adama e Roslin, contestados por Helo, devem decidir se seguem com o plano de usar uma arma biológica contra os inimigos.
Episódio 8: Hero
O comandante Adama enfrenta o momento mais obscuro de sua carreira militar quando o Tenente Daniel "Bulldog" Novacek - um piloto que se acreditava ter sido morto durante uma missão secreta - escapa do poder dos cylons e chega à Galactica em busca de vingança contra Adama, que o deixou para trás.
Episódio 9: Unfinished Business
Um campeonato de boxe a bordo da Galactica tem a intenção de ajudar os oficiais e a tripulação a liberar energia e aliviar o estresse. Mas logo ele traz à tona velhos ressentimentos - incluindo as questões entre Apolo e Starbuck, geradas em Nova Caprica.
Episódio 10: The Passage
Uma contaminação acidental no processamento de alimentos da frota deixa os tripulantes sem ter o que comer. Com milhares de pessoas prestes a sucumbir à fome, os pilotos da Galactica têm de comandar múltiplas missões para guiar a frota através de uma perigosa região do espaço em direção a uma nova fonte de alimentos. Enquanto isso, Kat se reencontra com seu passado e D’Anna se aproxima de uma descoberta surpreendente sobre os  cinco cylons desconhecidos.
Episódio 11: The Eye of Jupiter
Tyrol descobre o Templo dos Cinco num planeta onde eles encontram algas comestíveis. O templo talvez guarde o Olho de Júpiter, que se acredita ser capaz de mostrar o caminho para a Terra e que foi deixado pela décima terceira tribo. Os cylons têm um grande interesse nessa descoberta. Athena descobre que seu bebê, Hera, está vivo. Lee conta com Anders para ajudá-lo a construir uma proteção para o Olho. E seu relacionamento com Kara complica ainda mais a situação.
Episódio 12: Rapture
Com a Galactica dominada por quatro naves de base cylon e as forças coloniais sob a pressão de um pelotão de centuriões cylon, testa-se até onde o Comandante Adama está disposto a ir para se apoderar do artefato que mostra o caminho para a Terra. E Apolo arrisca a missão para salvar Starbuck, que foi abatida e está ferida em seu caça.
Episódio 13: Taking a Break from All Your Worries
Preso e sob acusações de traição, o ex-Presidente Colonial Gaius Baltar sobrevive a uma tentativa de suicídio e enfrenta técnicas extremas de interrogação por parte de seus captores a bordo da Galactica. Ele agora será julgado por ter entregue o governo aos cylons em Nova Caprica.
Episódio 14: The Woman King
Helo suspeita que um médico esteja assassinando seus pacientes a bordo da Galactica por motivos raciais. Notícias sobre o iminente julgamento de Baltar causam incômodo na frota.
Episódio 15: A Day in the Life
Após semanas sem notícias dos cylons, a tripulação da Galactica respira em paz. Enquanto o Comandante Adama reflete sobre o que deixou para trás, um acidente envolve Tyrol e Cally, que ficam presos na câmara de compressão.
Episódio 16: Dirty Hands
Depois que um acidente quase tira a vida da Presidente Roslin, Tyrol desafia o Comandante Adama a estabelecer condições mais seguras de trabalho na frota - e acaba se tornando a causa de um protesto dos trabalhadores de uma nave de minério.
Episódio 17: Maelstrom
Kara continua a ter sonhos sobre Leoben Conoy e a mandala que ela pintou em seu antigo apartamento em Caprica. Enquanto está numa patrulha, ela encontra um cylon. Quando Tyrol não consegue confirmar as alegações de Kara de que a nave cylon destruiu seu caça, o Comandante Adama e Lee começam a questionar a estabilidade mental dela.
Episódio 18: The Son Also Rises
Quando o representante legal de Baltar sofre tentativas de assassinato, Adama pede a Lee que proteja seu novo advogado. Depois que assume a tarefa, Lee procura se envolver mais na defesa de Baltar.
Episódio 19: Crossroads: Part 1
No julgamento de Baltar, o advogado Romo Lampkin tenta persuadir o júri, tarefa aparentemente impossível. Apolo se vê em uma situação delicada, perdendo a confiança do Comandante Adama, da Presidente Roslin, de sua esposa e talvez de toda a frota. E o Coronel Saul Tigh ouve uma estranha música na nave.
Episódio 20: Crossroads: Part 2
Romo e Apolo conseguem inocentar Baltar alegando que ele não tinha alternativa a não ser se entregar aos cylons em Nova Caprica. Anders, Tori e Tyrol tambéwm ouvem uma música soando na nave. Estes três e Tigh seguem o rastro da música e se encontram em uma sala, onde percebem que são cylons. Nesse momento, uma frota cylon aparece e uma queda de energia deixa a Galactica impossibilitada de saltar. Durante o combate, Kara aparece de repente ao lado do viper de Lee e diz que esteve na Terra.

## Quarta Temporada
Episódio 1: He that belieth in me
Kara volta misteriosamente à Galactica, dizendo que achou o caminho para a Terra, mas ninguém acredita nela; suspeita-se que é uma cylon. Durante o ataque cylon, um raider visualiza Anders dentro do cockpit de seu viper e o ataque é cancelado para surpresa de todos. Os Final Five não sabem o que fazer, acreditam que sua programação pode ser ativada a qualquer momento e que eles podem atentar contra a nave. Kara em vão tenta convencer o comandante a voltar à nebulosa para que ela "sinta" o caminho da Terra novamente; com a recusa dele, Kara acredita que sua única alternativa é matar Roslin.
Episódio 2: Six of One
Kara ameaça Laura, mas esta não cede ao pedido de procurar a Terra. Kara acaba presa e muitos desconfiam de sua lucidez ou de que ela seja uma cylon. Adama e Laura discutem e não chegam a um acordo sobre a misteriosa volta de Starbuck em um viper intacto e com a intuição de onde se localiza a Terra. Por fim, Adama liberta Kara e lhe oferece uma nave-cargueiro para que ela tente achar a Terra.
Enquanto isso, os cylons experimentam uma verdadeira guerra civil: alguns sustentam que os raiders devem ser "lobotomizados" para que não aconteça de recuarem ao verem os Final Five outra vez. Six lidera uma rebelião e retira dos centuriões seus limites cognitivos, devolvendo-lhes as faculdades mentais superiores. Ao saberem o que os outros cylon humanóides pretendiam fazer com o raiders, eles atiram naqueles. 
Episódio 3: The Ties That Bind
Kara recruta um time de elite da Galactica para achar a Terra, mas não consegue se convencer do rumo certo a tomar, refazendo seus cálculos continuamente e causando insatisfação entre os tripulantes. Entre os membros estão Helo e Athena.
Após a ressurreição dos cylons feridos pelos centuriões, o diálogo entre os dois grupos é difícil. Six exige não só a manutenão da consciência dos raiders como também a reativação da Número Três e com isso deflagra um ataque ao seu grupo (os dois estavam em naves separadas).
Cally descobre que Tyrol e os outros são cylons. Tory chega a tempo de impedir seu suicídio, mas friamente toma seu bebê e a mata através do Airlock.
Episódio 4: Escape Velocity
Tigh conversa com a prisioneira Six todos os dias, esperando obter alguma indicação de como pensam os cylons. Ele pergunta como eles lidam com a dor depois de exterminarem bilhões de humanos. Six lhe diz que a dor a faz aprender sobre o conceito de humanidade. Tyrol está no limite, erra no trabalho, não suporta a culpa e discute com Adama, que o remove de seu posto. Tory age com frieza, sente-se superior aos humanos e interage com Baltar, aparentemente aliando-se ao seu movimento revolucionário.
Baltar é atacado por fanáticos defensores dos Deuses de Kobol e se revolta, passando a pregar abertamente o Deus único. Isso lhe vale uma prisão, mas Laura o liberta, enquanto também proíbe associações com mais de doze pessoas. Lee não concorda com a repressão da liberdade religiosa e consegue o relaxamento da medida presidencial no mesmo instante em que Baltar enfrenta a guarda para quebrar a proibição de associação. No fim, ele faz um discurso religioso monoteísta e definitivamente se firma com um líder espiritual.
Episódio 5: The Road Less Traveled
Starbuck lidera a busca pela Terra a bordo da nave Demetrius, cedida por Adama, mas ela está perdida, anda em círculos e os tripulantes duvidam de sua sanidade. Repentinamente surge um raider sobrevivente do ataque dos cylons contra seus semelhantes. A bordo está Leoben, que propõe a Kara e aos humanos uma aliança. Kara concorda, mas a tripulação se amotina, desconfiando de que o cylon os levará a uma armadilha que destruirá toda a frota.
Na Galactica, Baltar abraça de vez seu caráter messiânico e atrai muitos à sua seita, pregando o amor incondicional de Deus e a não-existência dos Deuses de Kobol. Tyrol está atormentado, não aceita ser um cylon, raspa a cabeça e agride Baltar em seu culto de amor ao próximo, quando este tenta recrutá-lo. No final, porém, ele acaba aceitando a amizade do novo "messias" e, assim como Tori, aparentemente poderá se unir ao culto.
Episódio 6: Faith
Starbuck controla o motim em sua nave e decide partir com uma equipe selecionada para o encontro com a nave cylon. A bordo estão Athena e Anders. Eles falam com a cylon híbrida na baseship e esta diz a Kara que sua missão é levar os humanos à destruição e que a Número Três revelará os cinco cylons restantes, os quais sabem o caminho para a Terra.
Na Galactica, Roslin está morrendo de câncer. Outra paciente divide com ela sonhos místicos inspirados nas mensagens de Baltar. Aos poucos, a Presidente também começa a se inclinar para o culto do Deus único, seus sonhos são semelhantes aos da outra mulher e abalam suas emoções e convicções.
Episódio 7: Guess What's Coming to Dinner
A nave-base cylon é levada à frota e os cylons rebeldes fazem um acordo com Adama e Roslin. Eles atacarão juntos a Central de Ressurreição e privarão os cylons de sua vida eterna, em contrapartida darão aos humanos a modelo Número Três, que conhece os cinco finais. Os rebeldes estão convencidos de que a imortalidade anula o sentido da vida.
Athena divide com Laura o sonho no qual ambas procuram por Hera, mas a criança acaba sendo levada por Six. A bordo da Galactica, toda a cena vivida na casa de ópera de Kobol é revivida, Hera se desgarra de sua mãe e acaba parando nos braços de Six, que estava na Galactica para avisar que o plano combinado continha uma trapaça dos cylons. Athena mata Six para que ela não leve sua criança. 
A  baseship começa a missão conjunta de humanos e cylons, tendo a bordo Laura e Starbuck.
Epsiódio 8: Sine Qua Non
Adama manda prender Athena e parte em uma busca pela nave-base onde estava Laura. Um raptor é encontrado e com ele também uma nave cylon, destruída. Adama não aceita a perda da Presidente e pela primeira vez confessa seu amor por ela.
Com a perda de grande parte dos pilotos de combate, que estavam na baseship, Adama coloca Tigh no comando e parte com um raptor em uma busca solitária pela tripulaçao humana perdida. Ao mesmo tempo, Lee se torna presidente das colônias, pois os militares não aceitam Tom Zarek. 
A cylon presa a bordo, Six, está grávida de Tigh, que é um dos cinco cylons finais. Romo Lampkin reparece e se torna conselheiro de Lee, após colocar à prova sua determinação.
Episódio 9: The Hub
A baseship ataca o centro de ressurreição cylon e o destrói, humanos e cylons colaboram ainda que forçados. A Número Três  é reativada, mas só revelará os cinco cylons finais quando estiver a salvo na Galactica. Laura descobre que Baltar entregou os códigos que levaram a raça humana ao quase extermínio e tenta matá-lo, mas uma crise de culpa a faz mudar de idéia. Ela tem visões nas quais se acha culpada por seu temperamento rigoroso e sua conduta ao longo da fuga, sempre optando pela sobrevivência a qualquer custo, mesmo sacrificando valores éticos.
Hello descobre que a Número Oito da nave cylon possui as memórias de Athena e forma um laço afetivo com ela, sentindo pesar quando é obrigado a antregar a Três para a Presidente em vez de para os cylons, contrariando o plano estabelecido em acordo. Baltar é ferido no ataque e delira sob efeito da morfina, finalmente admitindo sua traição e revelando que se sente perdoado. Isso talvez explique o desaparecimento da Six fantasma, ela poderia ser uma projeção da culpa subconsciente de Baltar. Todos atingem a salvo o ponto de encontro, onde Adama espera solitário. Aparentemente os cylons não podem mais ressuscitar, isso os obriga a ver a vida e a morte de outro modo.
Episódio 10: Revelations
Este é o último episódio do primeiro lote da quarta temporada, o resto está sendo exibido em 2009. A Número Três finalmente identifica os cinco cylons finais, ou melhor, dá margem para que eles mesmos se entreguem ao seu povo. Ela faz da tripulação humana da Galactica refém até que os cinco se entreguem, mas Tigh decide se entregar a Adama, que fica desconcertado e sem ação. Lee prende todos os quatro que estão na frota (pois ainda falta o Final One) e barganha com os cylon pelos reféns.
Antes desse evento, os quatro ouvem novamente a música que os ativara e sentem que o viper de Kara é a chave para a Terra. Kara examina a nave e descobre que ela está captando um sinal vindo da Terra. Ela chega a tempo de impedir que Lee execute Tigh em cumprimento da ameaça aos cylons. Reunindo-se com a Três, Lee consegue um armistício, os quatro finais e os reféns são liberados e todos partem juntos para a Terra.
Em cenas emocionantes, humanos e cylons chegam à Terra. Eles descem à superfície do planeta, mas uma terrível surpresa os espera: não há pessoas vivas, só se vê uma paisagem desolada de uma civilização destruída.
Episódio 11: Sometimes a Great
Este é o primeiro episódio do segundo lote da quarta temporada. A frota encontra a Terra, mas o planeta está devastado por uma hecatombe nuclear. São encontrados ossos de cylons, o que leva a crer que a décima terceira tribo era formada de cylons e não de humanos. Kara descobre uma nave igual à sua, destruída e com um corpo carbonizado. Através de um medalhão, ela percebe que o corpo é seu, ou seja, ela morreu no episódio em que entra no vórtex e de alguma forma renasceu em outro corpo.
Os quatro cylons da frota lembram vidas passadas no planeta que supostamente é a Terra. Eles viviam ali há 2.000 anos e também renasceram entre os humanos. O clima de desperança é total, ocorrem muitas brigas na Galactica e Dee se suicida. Mas eles decidem ir adiante e procurar outro mundo habitável, embora ainda sejam perseguidos pelas forças cilônicas. Tigh volta a ser o XO da nave e descobre, ao lembrar sua vida anterior na Terra, que fora casado com Ellen. Lembra-se também de que ela prometeu que eles renasceriam e viveriam juntos outra vez, o que o leva a pensar que ela é o último cylon, ainda não revelado.
Episódio 12: A Disquiet Follows My Soul
A frota fica tomada por um clima de desesperança e revolta contra os cylons. Zarek aproveita para liderar uma insurreição contra Adama e tomar o controle da frota. Laura não se importa com a situação política, ela só quer aproveitar os últimos dias de vida. Até mesmo Baltar muda sua pregação e profere ofensas contra Deus por tê-los abandonado. Sem a tecnologia cylon, que permite saltos FTL maiores, será difícil achar um planeta habitável; isso cria um impasse entre quem quer os cylons como aliados permanentes e quem os rejeita por completo, favorecendo o golpe de Estado encabeçado por Zarek, que conta com o apoio de Gaeta.
Episódio 13: The Oath
Explode a insurreição na Galactica. Gaeta liberta Zarek e lidera o motim. Os cylons a bordo, inclusive Anders, são presos. Um falso alarme de incêndio é usado para cortar as comunicações e permitir a organização da força rebelde. Adama é surpreendido na ponte de comando e aprisionado, mas consegue fugir. Gaeta assume como comandante na ponte. Laura tenta falar com a frota por meio da rádio-pirata de Baltar, mas o som é cortado a tempo.
Lee e Kara conseguem se desvencilhar dos soldados e unem forças para ajudar Laura e Baltar a escapar da nave, rumo à baseship cylon. Eles conseguem fugir graças a Tyrol, que tinha retaurado um hangar abandonado, mas Adama e Tigh não os acompanham, eles se mantém no hangar de que o raptor decola para evitar a invasão dos soldados amotinados, dispostos a sacrificar a vida.
Episódio 14: Blood on the Scales
Adama e Tigh são capturados e Gaeta submete o Almirante a um julgamento improvisado, ordenando logo sua execução. Laura está a bordo da baseship e ameaça destruir a Galactica, ao mesmo tempo em que consegue enviar transmissões de rádio com apelos à lealdade da frota. Zarek manda matar todo o Quórum dos Doze. Kara leva Anders, que foi ferido no resgate dos prisioneiros, para a enfermaria, enquanto Lee e os demais salvam Adama na hora do fuzilamento. Juntos, eles conseguem retomar o comando da Galactica. Gaeta e Zarek são executados. Tyrol descobre uma fratura no casco da nave.
Episódio 15: No Exit
O casco da Galactica está fendido em vários pontos e Tyrol diz a Adama que só uma resina orgânica dos cylons pode cimentar e fortalecer a estrutura. Adama reluta, mas por fim concorda. Enquanto isso, fica-se sabendo que Ellen é o último cylon. Doze meses antes, logo após a fuga de New Caprica, ela havia renascido em uma baseship e lembrara todo o seu passado. Ela e os outros quatro fizeram os cylons humanóides quando encontraram os centuriões em guerra com os humanos, sob a promessa de acabar a guerra. Depois Cavil lançou novo ataque contra a humanidade e capturou seus criadores, reprogramando suas memórias e os enviando para a frota da Galactica, a fim de testemunharem as perversidades humanas pós-holocausto. Aparentemente esse era o plano cylon.
Anders se recobra do ferimento e revela que lembrou todo o seu passado. Os cinco cylons viviam na Terra e planejaram sua fuga após o ataque nuclear. Eles renasceram em uma nave orbital e rumaram para as colônias, a fim de prevenirem os humanos de que escravizar os centuriões só perpetuaria o ciclo de violência. Como viajaram em velocidade subluz, levaram dois mil anos para chegar, mas o tempo passou mais devagar para eles e a guerra já havia começado quando da sua chegada. Eles encontraram os centuriões tentando fazer os híbridos e concordaram em criar os outros sete modelos humanóides com a condição de que a guerra parasse. 
Ellen consegue escapar da baseship com a ajuda de Boomer e ruma para a Galactica. Cavil queria que ela recriasse a tecnologia da ressurreição, mas ela se recusou, então ele pretendia examinar seu cérebro para descobrir as respostas.
Episódio 16: Deadlock
Ellen chega à Galactica e deseja encontrar os outros cylons. Eles se reúnem e votam por abandonar a frota e seguir seu caminho com a possibilidade de gerar filhos e perpetuar sua espécie. No entanto, Caprica Six aborta e novamente a única esperança de sobrevivência está nos híbridos como Hera. A resina cylon é infiltrada nas fendas da nave e isso cria nos cylons um sentimento de que a Galactica agora é um híbrido, no final do episódio eles são vistos colocando fotos dos seus mortos durante a guerra numa parede da nave, exatamente como os humanos vieram fazendo com seus mortos. 
Baltar convence suas seguidoras a dividir os alimentos da irmandade com todos os famintos da frota, mas os seguidores de Ares os assaltam e levam a comida. Então Baltar, inflenciado pela Six fantasma, convence Adama a fornecer armas ao grupo religioso, com o argumento de que o comandante logo perderá o controle se não houver uma milícia para manter a ordem.
Episódio 17: Someone to Watch Over Me
Boomer é presa por ordem de Adama, mas consegue fugir com ajuda de Tyrol, que continua apaixonado por ela. Ele a ajuda a fugir em um raptor, sem saber que ela estava levando Hera consigo, provavelmente para dar a Cavil um elemento de barganha para recuperar os cinco cylons e com eles a tecnologia de ressurreição. Aparentemente seu retorno à Galactica era um plano para raptar a criança híbrida. 
Kara encontra um pianista no bar da Galactica e com seu incentivo e ajuda lembra uma música que costumava tocar com seu pai. Ao tocar essa música, ela atrai a atenção dos cinco cylons, que a reconhecem como a música que os ativou no fim da terceira temporada. Kara percebe que o pianista era na verdade a visão de seu pai e que a partitura tinha ligação inexplicável com um desenho que Hera lhe dera.
Ao fugir da Galactica, Boomer provoca uma explosão no casco da nave, que coloca em risco as vidas de todos. Laura sente de algum modo a perda de Hera e cai no chão, possivelmente morta.
Episódio 18: Islanded in a Stream of Stars
A Galactica está seriamente avariada e Adama ordena que a tripulação a abandone após um acidente na tentativa de reconstruir a parte estilhaçada na fuga de Boomer. Kara dá a Baltar uma amostra do tecido do seu suposto cadáver achado na Terra. Baltar examina o tecido e conclui que Kara realmente ressuscitou e que não é cylon. Ele a usa como exemplo em um discurso religioso que exorta as pessoas a crer na imortalidade da vida. Boomer leva Hera à colônia cylon que está na superfície de um planeta ou asteróide. Anders é conectado a um equipamento semelhante ao do híbrido da baseship e, utilizando-se da resina que se espalhou pela Galactica e que possui "fibras neurais", consegue controlar a nave como os híbridos fazem. Entretanto, ele ainda não recuperou sua consciência normal.
Episódio 19: Daybreak- Parte 1
O episódio começa com flashbacks do passado recente de vários personagens, dessa forma se fica sabendo que Laura perdeu parentes em um acidente de carro e que Baltar tinha problemas com seu pai, por exemplo. Na Galactica, tempo atual, Adama decide partir em uma missão arriscada para salvar Hera. Os tripulantes são recrutados pela própria vontade, pois há risco de ser uma viagem só de ida. A colônia cylon é descoberta em torno de um buraco negro, o que torna a missão ainda mais arriscada. Cavil pretende usar Hera em um experimento para garantir a sobrevivência da raça cylon.
Episódio 20: Daybreak- Parte 2
Este é o último episódio da série Battlestar Galactica. Adama lidera uma missão heróica para libertar Hera. A Galactica literalmente invade a colônia cylon e os soldados humanos lutam ao lado dos centuriões da baseship rebelde, enquanto os vipers combatem os raiders. Boomer muda de atitude e salva Hera, entregando-a aos seus pais, mas Athena atira nela, matando-a. Cavil consegue capturar a criança híbrida, mas acaba por fazer um acordo para ter de volta a tecnologia da ressurreição e desiste da menina.
Os cinco cylons começam a partilhar suas memórias a fim de darem a tecnologia aos outros sete cylons, mas isso leva Tyrol a descobrir que sua esposa foi assassinada por Tori. Enfurecido, ele interrompe o processo e mata Tori. Isso faz os cylons se alarmarem e recomeça o tiroteio. Em meio à confusão, um dos raptors, cujos tripulantes estavam mortos, lança por acidente mísseis nucleares e a colônia é destruída.
Adama manda Starbuck fazer a nave saltar às cegas, então ela se lembra das notas musicais que aprendeu com o pai; convertendo-as em números, ela digita sem querer as coordenadas que levam a Galactica à verdadeira Terra e com isso cumpre seus destino de conduzir a humanidade ao seu destino. O planeta se encontra na pré-história, com humanos primitivos vivendo em tribos. A frota decide destruir suas naves, que são jogadas no Sol, e se estabelecer no planeta sem tecnologias, vivendo de modo simples.
No fim, fica-se sabendo que Hera cumpriu seu papel de adicionar o DNA cylon à raça humana: no futuro, cento e cinquenta mil anos depois, seus restos fósseis são descobertos e ela é chamada de mãe da humanidade. Quanto aos demais personagens, tudo se resume à adaptação ao novo mundo sem os confortos da civilização. Com exceção de Laura, que morre ao lado de Adama em cena emocionante, e de Kara, que desaparece de forma inexplicável, tendo completado sua jornada e ficado sem objetivo na vida. 
A última cena mostra o familiar casal de aparições, Six e Baltar "fantasmas", em pleno século vinte e um, perguntando se o ciclo de matança foi quebrado. Mostram-se os robôs que o homem desenvolve atualmente, numa sinistra advertência de uma nova guerra.